# 小牧原新田
小牧原新田（こまきはらしんでん）は、愛知県小牧市の大字。

## 地理
小牧市西部に位置する。区域は現在数か所に散在しており、最も広い区域の東は大字東田中・二重堀、西は大字間々原新田、南は新町一～二丁目・中央三丁目、北は小牧原三～四丁目に接する。

### 河川
- 合瀬川

## 世帯数と人口
2024年（令和6年）2月1日現在の世帯数と人口は以下の通りである。
| 大字       | 世帯数    | 人口    |
| ---------- | --------- | ------- |
| 小牧原新田 | 2,119世帯 | 4,281人 |

## 学区
市立小・中学校に通う場合、学区は以下の通りとなる。
| 字・番地 | 小学校                                                     | 中学校                                                   |
| -------- | ---------------------------------------------------------- | -------------------------------------------------------- |
|          | 小牧市立小牧小学校 小牧市立味岡小学校 小牧市立小牧原小学校 | 小牧市立小牧中学校 小牧市立味岡中学校 小牧市立岩崎中学校 |

## 歴史
春日井郡（東春日井郡）小牧原新田村を前身とする。

### 沿革
- 1889年（明治22年）10月1日 - 町村制施行・合併に伴い、東春日井郡小牧町大字小牧原新田となる[6]。
- 1955年（昭和30年）1月1日 - 合併・市制施行に伴い、小牧市大字小牧原新田となる[6]。
- 1975年（昭和50年） - 一部が懐町・城東町・大新田町・上新町となる[6]。
- 1987年（昭和62年）3月1日 - 一部が新町となる[6][7]。
- 1988年（昭和63年）2月1日 - 一部が小牧二～三丁目となる[6][8]。
- 1989年（平成元年）3月25日 - 一部が岩崎五丁目となる[9]。
- 1993年（平成5年）1月23日 - 一部が中央一～六丁目となる[10]。
- 2008年（平成20年）11月15日 - 一部が小牧原一～四丁目となる[11]。
- 2018年（平成30年）10月27日 - 一部が小松寺五丁目となる[12]。

## 施設
- 小牧市立小牧原小学校
- 小牧東田中郵便局
- 小牧上新町郵便局
- 小牧市シルバー人材センター
- 小牧市スポーツ公園（一部）
- 黒須雲神社
- 津島神社

## 交通

### 鉄道

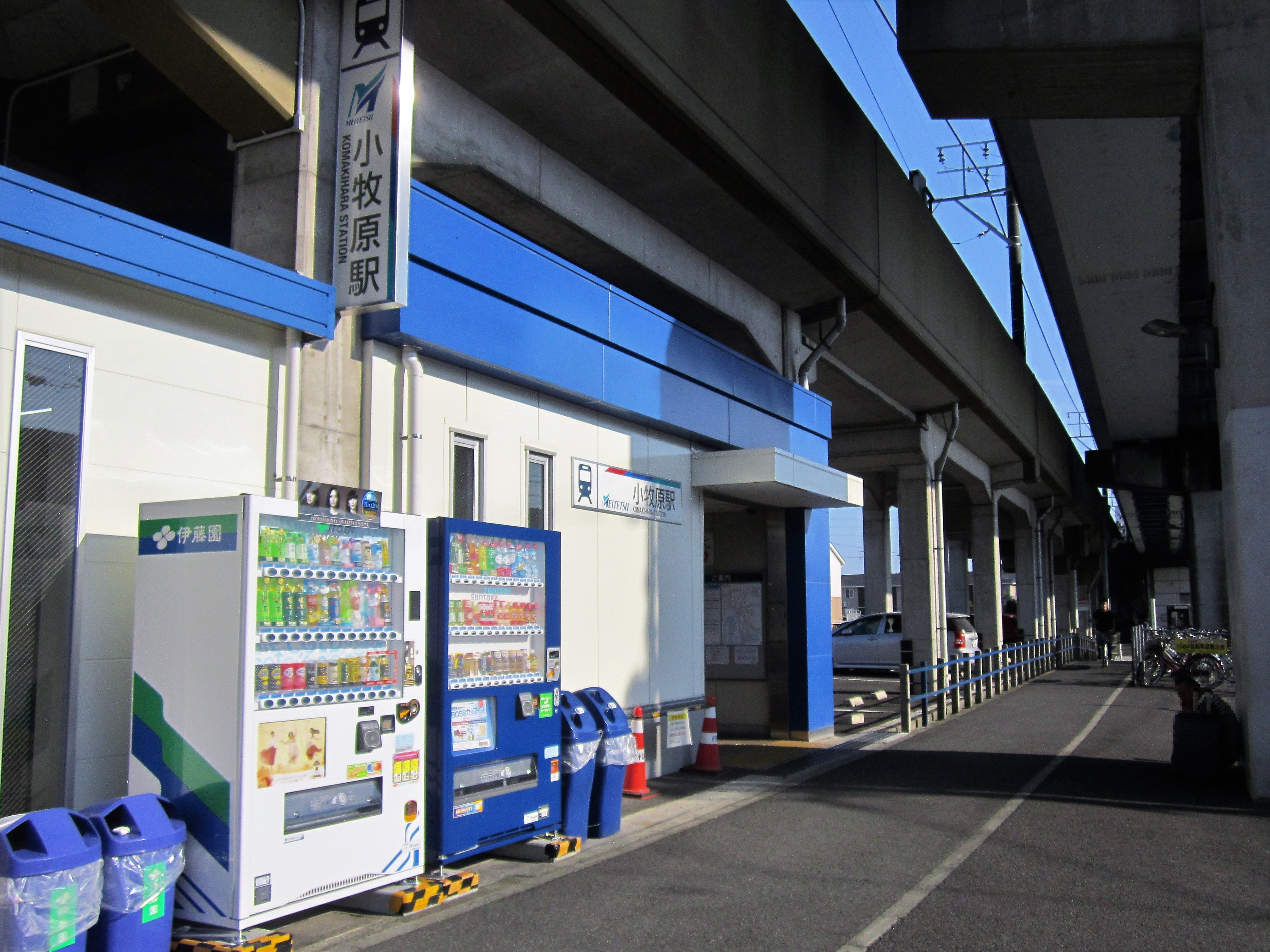
名鉄小牧原駅

- 名鉄小牧線 小牧原駅
- 桃花台新交通桃花台線 小牧原駅（廃止）

### 道路
- 国道155号
- 愛知県道102号名古屋犬山線
- 愛知県道160号入鹿出新田小牧線

## その他

### 日本郵便
- 郵便番号 : 485-0012[2]（集配局：小牧郵便局[13]）。